# Pont-d’Héry
Pont-d’Héry ist eine Gemeinde im französischen Département Jura in der Region Bourgogne-Franche-Comté.

## Geographie
Pont-d’Héry liegt auf 590 m, südlich von Salins-les-Bains und etwa 14 km nördlich der Stadt Champagnole (Luftlinie). Das Dorf erstreckt sich im Jura, in einer Talsenke im Quellgebiet der Furieuse auf dem ersten Juraplateau, nördlich der Höhe von Monthauthier.
Die Fläche des 13,54 km² großen Gemeindegebiets umfasst einen Abschnitt des französischen Juras. Der zentrale Teil des Gebietes wird von der Talmulde von Pont-d’Héry eingenommen, in der die Furieuse entspringt. Im Westen reicht der Gemeindeboden auf das angrenzende Juraplateau und im Süden in das ausgedehnte Waldgebiet der Forêt des Moidons. Mit 781 m wird auf einer bewaldeten Höhe, welche die nordöstliche Fortsetzung der Côte de l’Heute darstellt, die höchste Erhebung von Pont-d’Héry erreicht. Östlich der Talsenke befindet sich die Höhe des Bois de Monthauthier et Creux de Fer (748 m). Nach Norden erstreckt sich das Gemeindeareal mit einem schmalen Streifen in das Tal der Furieuse. Der Fluss senkt sich mit einem Erosionstal tief in die umgebenden Plateaus ein und entwässert das Gebiet nach Norden zur Loue. An seiner Oberkante wird das Tal von Kalkfelswänden gekrönt. 
Zu Pont-d’Héry gehören neben dem eigentlichen Ort auch verschiedene Weiler und Hofgruppen, darunter:
- Fonteny (520 m) im Tal der Furieuse
- Moutaine-le-Haut (500 m) im Tal der Furieuse
- Moutaine-le-Bas (460 m) im Tal der Furieuse
- Boisset (530 m) in einem kurzen östlichen Seitental der Furieuse

Nachbargemeinden von Pont-d’Héry sind Salins-les-Bains und Thésy im Norden, Aresches und Andelot-en-Montagne im Osten, Valempoulières im Süden sowie Chaux-Champagny im Westen.

## Geschichte
Erstmals urkundlich erwähnt wird Pont-d’Héry im 12. Jahrhundert. Im Mittelalter gehörte das Dorf zur Herrschaft Aresches und zur Propstei von Salins. Zusammen mit der Franche-Comté gelangte es mit dem Frieden von Nimwegen 1678 an Frankreich. Zu einer Gebietsveränderung kam es im Jahr 1972, als die beiden vorher selbständigen Gemeinden Fonteny und Moutaine nach Pont-d’Héry eingemeindet wurden.

## Sehenswürdigkeiten
Die Dorfkirche von Pont-d’Héry wurde im 17. Jahrhundert erbaut. Ebenfalls erwähnenswert sind die Chapelle des Mages und die Ruinen der ehemaligen Burg Vaux-Grillet.

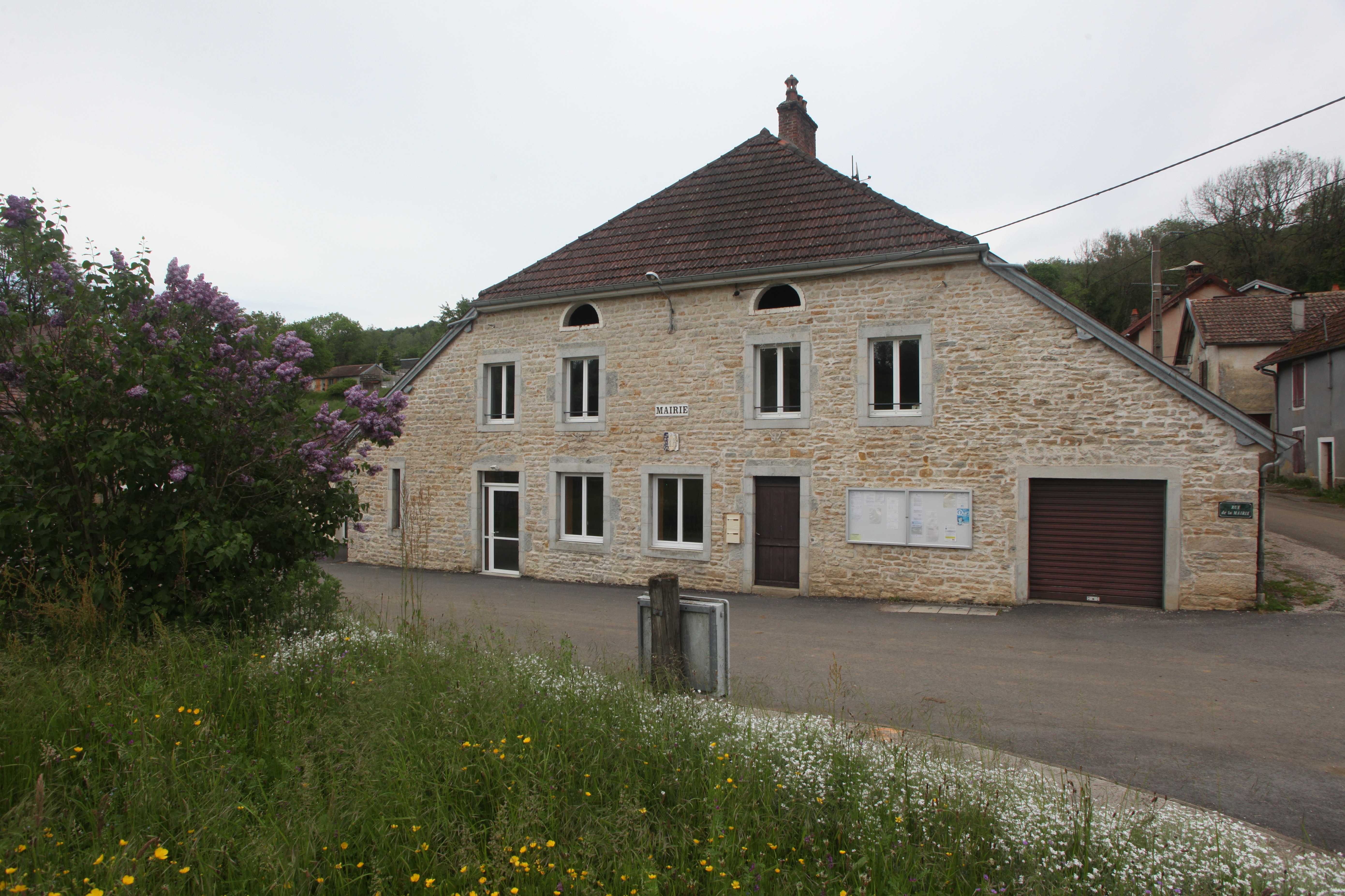
Mairie Pont-d’Héry
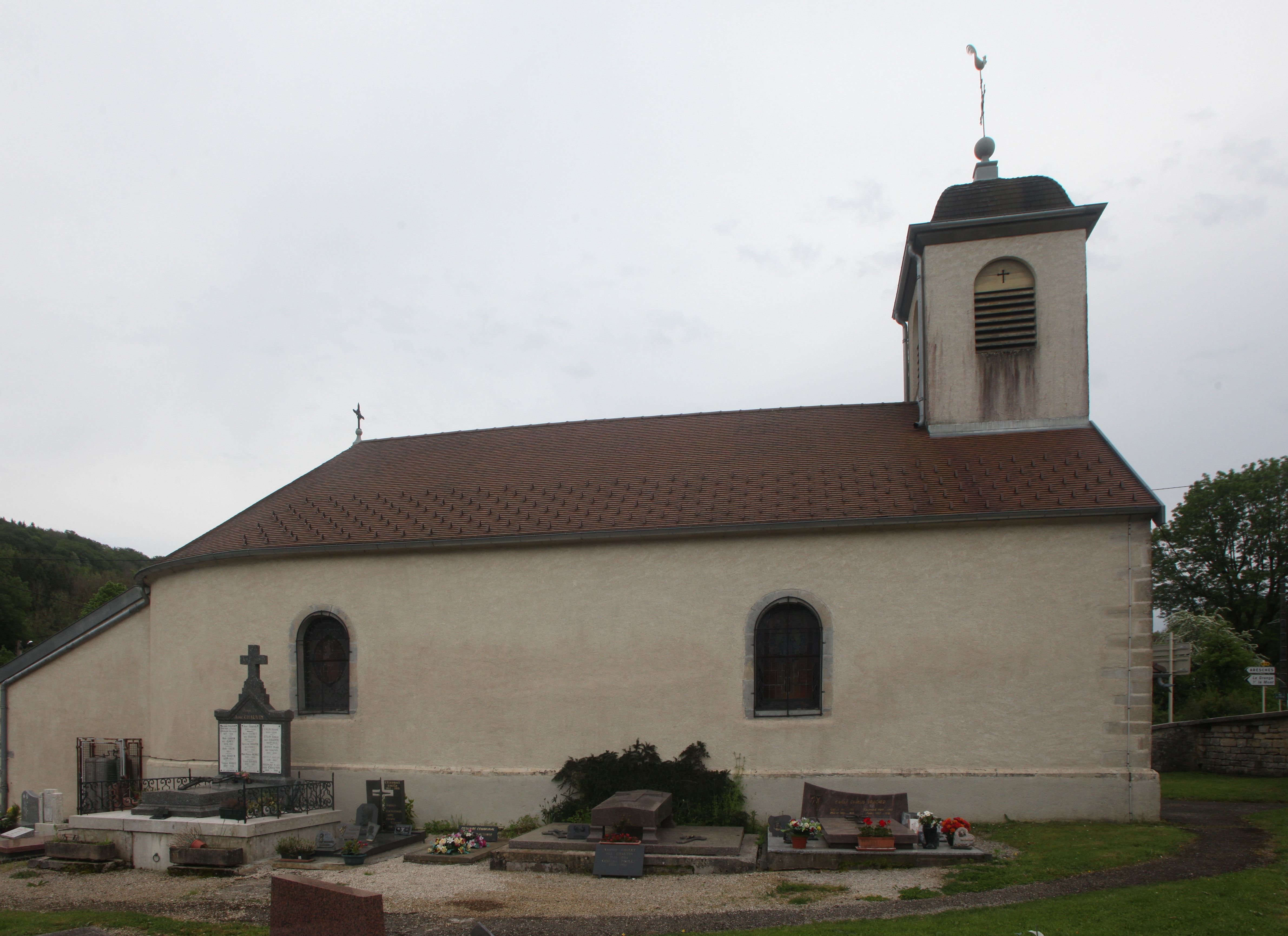
Kirche Saints-Melchior-Gaspard-et-Balthazar

## Bevölkerung
| Jahr                       | 1962 | 1968 | 1975 | 1982 | 1990 | 1999 | 2006 | 2017 |
| -------------------------- | ---- | ---- | ---- | ---- | ---- | ---- | ---- | ---- |
| Einwohner                  | 422  | 343  | 290  | 240  | 235  | 208  | 260  | 234  |
| Quellen: Cassini und INSEE |      |      |      |      |      |      |      |      |

Mit 243 Einwohnern (Stand 1. Januar 2022) gehört Pont-d’Héry zu den kleinen Gemeinden des Départements Jura. Im Lauf des 20. Jahrhunderts hatte die Einwohnerzahl markant abgenommen. Erst seit etwa 2000 wurde wieder ein Bevölkerungswachstum verzeichnet.

## Wirtschaft und Infrastruktur
Pont-d’Héry war bis weit ins 20. Jahrhundert hinein ein vorwiegend durch die Landwirtschaft und die Forstwirtschaft geprägtes Dorf. Daneben gibt es heute einige Betriebe des lokalen Kleingewerbes, unter anderem in der Holzverarbeitung. Mittlerweile hat sich das Dorf auch zu einer Wohngemeinde gewandelt. Viele Erwerbstätige sind Wegpendler, die in den größeren Ortschaften der Umgebung ihrer Arbeit nachgehen.
Die Ortschaft ist verkehrstechnisch recht gut erschlossen. Sie liegt an der Hauptstraße D467, die von Salins-les-Bains nach Champagnole führt. Weitere Straßenverbindungen bestehen mit Arbois, Aresches und Valempoulières.